# 4486 Mithra
4486 Mithra è un asteroide near-Earth del diametro medio di circa 1,8 km. Scoperto nel 1987, presenta un'orbita caratterizzata da un semiasse maggiore pari a 2,2033344 UA e da un'eccentricità di 0,6608187, inclinata di 3,03491° rispetto all'eclittica.
L'asteroide è dedicato al dio indo-iraniano Mitra.